# يوريسكو
يوريسكو هو برنامج مكتوب من قبل دوغلاس لينات في RLL-1، وهي لغة تقدم نفسها مكتوبة في لغة البرمجة ليسب. تكملة لعلم الرياضيات الآلي، ويتكون من الاستدلال، أي قواعد الإبهام، بما في ذلك الاستدلال تصف كيفية استخدام وتغيير الاستدلال الخاصة بها. لينات كان محبطا من قبل قيود الرياضيات الآلي  إلى مجال واحد وتطويرها حتى يوريسكو. أدى إحباطه مع جهود ترميز معرفة النطاق في يوريسكو إلى تطور لينات اللاحق (اعتبارا من 2014، واستمرارا) لتطوير cyc. لينات تصور في نهاية المطاف اقتران قاعدة المعرفة سيك مع محرك اكتشاف يوريسكو.

## تاريخ
بدأت التنمية في كارنيجي ميلون في عام 1976 واستمرت في جامعة ستانفورد في عام 1978 عندما عاد لينات للتدريس. وقال لينات: "خلال السنوات الخمس الأولى، لم يكن هناك شيء جيد. ولكن عندما تم تغيير التنفيذ إلى التمثيل القائم على لغة الإطار الذي دعا رل (لغة التقديم)، وخلق الاستدلال والتعديل أصبح أبسط من ذلك بكثير. ثم تم تطبيق يوريسكو على عدد من المجالات مع نجاح مدهش، بما في ذلك تصميم دارة التكامل الفائق. 
لينات ويوريسكو اكتسبت سمعة سيئة من خلال تقديم أسطول الفوز (عدد كبير من السفن ثابتة، مدرعة خفيفة مع العديد من الأسلحة الصغيرة) إلى الولايات المتحدة الأمريكية ترافيلر "TCS" بطولة وطنية في عام 1981، مما أجبر تغييرات واسعة في قواعد اللعبة. ومع ذلك، فاز يوريسكو مرة أخرى في عام 1982 عندما اكتشف البرنامج أن القواعد سمحت للبرنامج بتدمير السفن الخاصة بها، مما يسمح لها لمواصلة استخدام الكثير من نفس الاستراتيجية. أعلن مسؤولو البطولة أنه إذا فازت يوريسكو ببطولة أخرى فسيتم إلغاء المسابقة. لينات استبعد يوريسكو من اللعبة. فوز ترافيلر اجبر لينات للانتباه الي داربا، التي مولت الكثير من عمله اللاحق. 

## في الثقافة الشعبية
في الموسم الأول من حلقة الملفات الغامضة «الشبح في الجهاز»، يوريسكو هو اسم شركة برمجيات خيالية مسؤولة عن حلقة «وحش الأسبوع»، وإدارة برامج المرافق المعروفة باسم «نظام التشغيل المركزي»، أو " COS ". كوز (الموصوفة في الحلقة على أنها «شبكة تكيفية») تظهر لتكون قادرة على التعلم عندما يصل مصممها في مقر يوريسكو وتفاجأ أن تجد أن كوز أعطت نفسها القدرة على الكلام. يضطر المصمم لخلق فيروس لتدمير كوز بعد كوز يرتكب سلسلة من جرائم القتل في محاولة واضحة لمنع تدميرها. 
كما تم ذكر لينات، ونوقشت يوريسكو في نهاية محاضرة ريتشارد فاينمان للكمبيوتر الاستكشافية كجزء من سلسلة حلقات عن التفكير المتعمق. 